# Lepidonectes corallicola
Lepidonectes corallicola es una especie de pez de la familia Tripterygiidae en el orden Perciformes.

## Morfología
• Los machos pueden llegar alcanzar los 8,9 cm de longitud total.

## Hábitat
Es un pez de mar y de clima tropical y asociado a los  arrecifes de coral que vive entre 1-12 m de profundidad.

## Distribución geográfica
Se encuentra en el Pacífico suroriental: es una especie  endémica de las Islas Galápagos.

## Observaciones
Es inofensivo para los humanos.